# Cançons Tradicionals Catalanes
Cançons Tradicionals Catalanes (1991) és un àlbum de la música tradicional català per Victòria dels Àngels acompanyada pel pianista Geoffrey Parsons. Gravat en els Abbey Road Studios, va ser editat originalment per Collins Classics el 1992, i posteriorment per Brilliant Classics.

## Llista de cançons
1. El cant dels ocells
2. Muntanyes regalades
3. El Mariner
4. El Mestre
5. Mariagneta
6. Muntanyes del Canigó
7. El rossinyol
8. El bon caçador
9. La filla del marxant
10. L'hereu Riera
11. Els estudiantes de Tolosa
12. La ploma de perdiu
13. Els fadrins de Sant Boi
14. Caterina d'Alió
15. La Margarideta
16. La Mare de Déu
17. Josep i Maria
18. El noi de la mare
19. El desembre congelat
20. La dama d'Aragó
21. El testament d'Amèlia
22. La muller del gavatxot
23. La filadora
24. La presó de Lleida
25. Cançó del lladre
26. Els pobres traginers
27. La filla del carmesí
28. Els tres tambors
29. Els Segadors